# Adria Mobil (Radsportteam)
Adria Mobil ist ein slowenisches Radsportteam mit Sitz in Novo mesto.

## Organisation und Geschichte
Adria Mobil besitzt seit 2005 eine UCI-Lizenz als UCI Continental Team und nimmt hauptsächlich an kleineren Rennen der UCI Europe Tour teil. Der Name des Teams leitet sich vom Hauptsponsor Adria Mobil ab, einem Hersteller von Wohnwagen und Reisemobilen.
Seine stärkste Phase hatte das Team in den 2010er Jahren. Allein 2015 erzielten die Fahrer 24 Saisonsiege, sieben davon bei Rennen der höchsten Kategorie (HC). Der bekannteste ehemaliger Fahrer ist Primož Roglič, der von 2013 bis 2015 für das Team an den Start ging. Die meiste Anzahl an Siegen für das Team hat Marko Kump, der nach seinem Karriereende die sportliche Leitung des Teams übernahm. Mit Robert Kišerlovski, Marco Haller, Domen Novak und Dušan Rajović schafften weitere ehemalige Fahrer des Team den Sprung in den Profiradsport.

## Saison 2025
Mannschaft
| Teamkader 2025          | Teamkader 2025     | Teamkader 2025 | Teamkader 2025                |
| Name                    | Geburtsdatum       | Land           | Vorheriges Team               |
| ----------------------- | ------------------ | -------------- | ----------------------------- |
| Tilen Finkšt            | 6. Juli 1997       | Slowenien      | Ljubljana Gusto Santic (2021) |
| Nik Golob               | 8. Oktober 2006    | Slowenien      |                               |
| Vid Murn                | 30. Juni 2006      | Slowenien      |                               |
| Teo Pečnik              | 31. März 2002      | Slowenien      | Sava Kranj Cycling (2024)     |
| Nejc Peterlin           | 17. August 2006    | Slowenien      |                               |
| Anže Skok               | 15. September 2000 | Slowenien      | Ljubljana Gusto Santic (2023) |
| Marcel Skok             | 23. Mai 2005       | Slowenien      |                               |
| Jaka Špoljar            | 4. März 2003       | Slowenien      | Tirol KTM Cycling Team (2023) |
| Aljaž Turk              | 23. Dezember 2004  | Slowenien      |                               |
| Matic Žumer             | 19. November 1997  | Slowenien      | Sava Kranj Cycling (2024)     |
|                         |                    |                |                               |
| Quelle: ProCyclingStats |                    |                |                               |

Erfolge
| Siege | Siege  | Siege | Siege  | Siege  | Siege |
| Datum | Rennen | Staat | Klasse | Sieger |       |
| ----- | ------ | ----- | ------ | ------ | ----- |

## Erfolge pro Saison
| Rennserie                 | 2005 | 2006 | 2007 | 2008 | 2009 | 2010 | 2011 | 2012 | 2013 | 2014 | 2015 | 2016 | 2017 | 2018 | 2019 | 2020 | 2021 | 2022 | 2023 | 2024 |
| ------------------------- | ---- | ---- | ---- | ---- | ---- | ---- | ---- | ---- | ---- | ---- | ---- | ---- | ---- | ---- | ---- | ---- | ---- | ---- | ---- | ---- |
| UCI ProSeries             | -    | -    | -    | -    | -    | -    | -    | -    | -    | -    | -    | -    | -    | -    | -    | -    | -    | -    | -    | -    |
| UCI Continental Circuits  | 1    | 4    | 5    | 1    | 4    | 5    | 2    | 10   | 9    | 9    | 24   | 2    | 2    | 7    | 11   | -    | -    | -    | 4    | 1    |
| nationale Meisterschaften | 1    | -    | 1    | -    | 1    | 1    | -    | -    | 1    | 5    | -    | 1    | 1    | 1    | 1    | -    | -    | 1    | 1    | 2    |

## Platzierungen in UCI-Ranglisten
UCI-Weltrangliste
| World Ranking | World Ranking | World Ranking            | World Ranking |
| Jahr          | Teamwertung   | Einzelwertung            |               |
| ------------- | ------------- | ------------------------ | ------------- |
| 2016          | —             | David Per (342. )        |               |
| 2017          | —             | Dušan Rajović (546. )    |               |
| 2018          | —             | Radoslav Rogina (303. )  |               |
| 2019          | 60.           | Marko Kump (260. )       |               |
| 2020          | 78.           | Janez Brajkovič (343. )  |               |
| 2021          | 95.           | Kristjan Hočevar (505. ) |               |
| 2022          | 93.           | Tilen Finkšt (455. )     |               |
| 2023          | 65.           | Gal Glivar (427. )       |               |
| 2024          | 83.           | Barnabás Peák (512. )    |               |
|               |               |                          |               |
| Quelle: UCI   |               |                          |               |

UCI America Tour
| Saison    | Mannschaftswertung | Fahrerwertung     |
| --------- | ------------------ | ----------------- |
| 2009      | 24.                | Marko Kump (103.) |
| 2010-2016 | -                  | -                 |

UCI Asia Tour
| Saison | Mannschaftswertung | Fahrerwertung           |
| ------ | ------------------ | ----------------------- |
| 2009   | -                  | -                       |
| 2010   | 34.                | Mitja Mahorič (60.)     |
| 2011   | -                  | -                       |
| 2012   | 64.                | Marko Kump (274.)       |
| 2013   | -                  | -                       |
| 2014   | 43.                | Kristjan Fajt (73.)     |
| 2015   | 8.                 | Marko Kump (8.)         |
| 2016   | 94.                | Gašper Katrašnik (580.) |

UCI Europe Tour
| Saison | Mannschaftswertung | Fahrerwertung       |
| ------ | ------------------ | ------------------- |
| 2005   | 82.                | Miha Švab (326.)    |
| 2006   | 40.                | Tomaž Nose (60.)    |
| 2007   | 35.                | Tomaž Nose (76.)    |
| 2008   | 50.                | Grega Bole (47.)    |
| 2009   | 16.                | Grega Bole (26.)    |
| 2010   | 28.                | Matej Gnezda (46.)  |
| 2011   | 27.                | Blaž Furdi (60.)    |
| 2012   | 10.                | Marko Kump (4.)     |
| 2013   | 6.                 | Matej Mugerli (4.)  |
| 2014   | 14.                | Matej Mugerli (13.) |
| 2015   | 13.                | Marko Kump (5.)     |
| 2016   | 36.                | David Per (160.)    |

UCI Oceania Tour
| Saison    | Mannschaftswertung | Fahrerwertung   |
| --------- | ------------------ | --------------- |
| 2009      | -                  | -               |
| 2010      | 25.                | Blaž Jarc (65.) |
| 2011-2016 | -                  | -               |